# Duel i Stillehavet
Duel i Stillehavet (Hell in the Pacific) er en amerikansk krigsfilm fra 1968. To mænd, en amerikansk og en japansk soldat, strander på en øde ø i Stillehavet under 2. verdenskrig. De to jævnbyrdige modstandere skiftes filmen igennem til at overtage magten, men begge indser med tiden at de kun kan overleve ved at samarbejde. 
Det meste af filmen foregår på samme location, og har ingen andre roller end de to soldater som spilles af Lee Marvin og Toshirō Mifune.